# Štark Arena
Štark Arena (serb. Штарк Арена), od 2012 do 2017 Kombank Arena (serb. Комбанк Арена), w latach 2004–2012 Belgradzka Arena (serb. Београдска арена/Beogradska arena) – kompleks dwóch hal widowiskowo-sportowych w stolicy Serbii – Belgradzie (dzielnica Nowy Belgrad), wybudowany w latach 1991–2004 kosztem około 70 mln euro i oficjalnie otwarty 31 lipca 2004 (pozwolenie na użytkowanie od 1 października 2007). Jeden z największych tego typu obiektów w Europie. W skład kompleksu o łącznej powierzchni całkowitej wynoszącej 48 000 m² wchodzą dwie hale: wielka i mała.
Koncepcja budowy obiektu pojawiła się w 1989, z uwagi na przyznanie Jugosławii organizacji Mistrzostw Świata w Koszykówce Mężczyzn 1994 (ostatecznie jednak – w związku z nałożonym przez ONZ na Federalną Republikę Jugosławii embargiem z 1992 – turniej odbył się w Kanadzie).
Konstrukcja obiektu umożliwia organizowanie w jego wnętrzu zarówno imprez sportowych, jak i koncertów lub innych wydarzeń kulturalnych, a także wystaw lub targów.
Trybuny wielkiej hali posiadają łącznie 18 386 miejsc siedzących, z czego 860 w 70 luksusowych lożach.
Swoje mecze w roli gospodarza w Eurolidze rozgrywają tutaj koszykarze Partizana Belgrad i Crvenej zvezdy Belgrad. Organizowane są tutaj również ważniejsze spotkania męskiej reprezentacji Serbii.

## Części składowe kompleksu

### Wielka hala
- Liczba poziomów: 6
- Powierzchnia użytkowa: 14 864 m²
- Rozmiary nawierzchni sportowej: 95,5 x 56,5 m
- Wysokość wewnętrzna obiektu: 36 m
- Pojemność trybun: 18 386 miejsc siedzących
  - Liczba stałych miejsc siedzących: 13 326
  - Liczba wysuwanych miejsc siedzących: 5060

### Mała hala
- Liczba poziomów: 2
- Powierzchnia użytkowa: 2275 m²
- Rozmiary nawierzchni sportowej: 29,20 x 43,70 m
- Wysokość wewnętrzna obiektu: 10 m

### Centrum prasowe
- Powierzchnia użytkowa: 630 m²
- Liczba miejsc: 275[3]

### Parking
- Łączna liczba miejsc: 791[4]

## Imprezy sportowe
W wielkiej hali rozgrywane były mecze koszykówki, piłki ręcznej, siatkówki, piłki wodnej i tenisa, a także imprezy lekkoatletyczne. Ważniejsze wydarzenia sportowe zorganizowane w wielkiej hali:
- Turniej finałowy Ligi Światowej w Piłce Siatkowej Mężczyzn 2005
- Mistrzostwa Europy w Piłce Siatkowej Mężczyzn 2005
- Mistrzostwa Europy w Koszykówce 2005
- Mistrzostwa Europy w Judo 2007
- Mistrzostwa Europy w tenisie stołowym 2007
- Turniej finałowy Ligi Światowej w Piłce Siatkowej Mężczyzn 2009
- mecze finałowe turnieju koszykarskiego Letniej Uniwersjady 2009
- Mistrzostwa Europy w Piłce Wodnej Mężczyzn 2016
- Halowe Mistrzostwa Europy w Lekkoatletyce 2017
- Halowe Mistrzostwa Świata w Lekkoatletyce 2022[5]

## Imprezy muzyczne

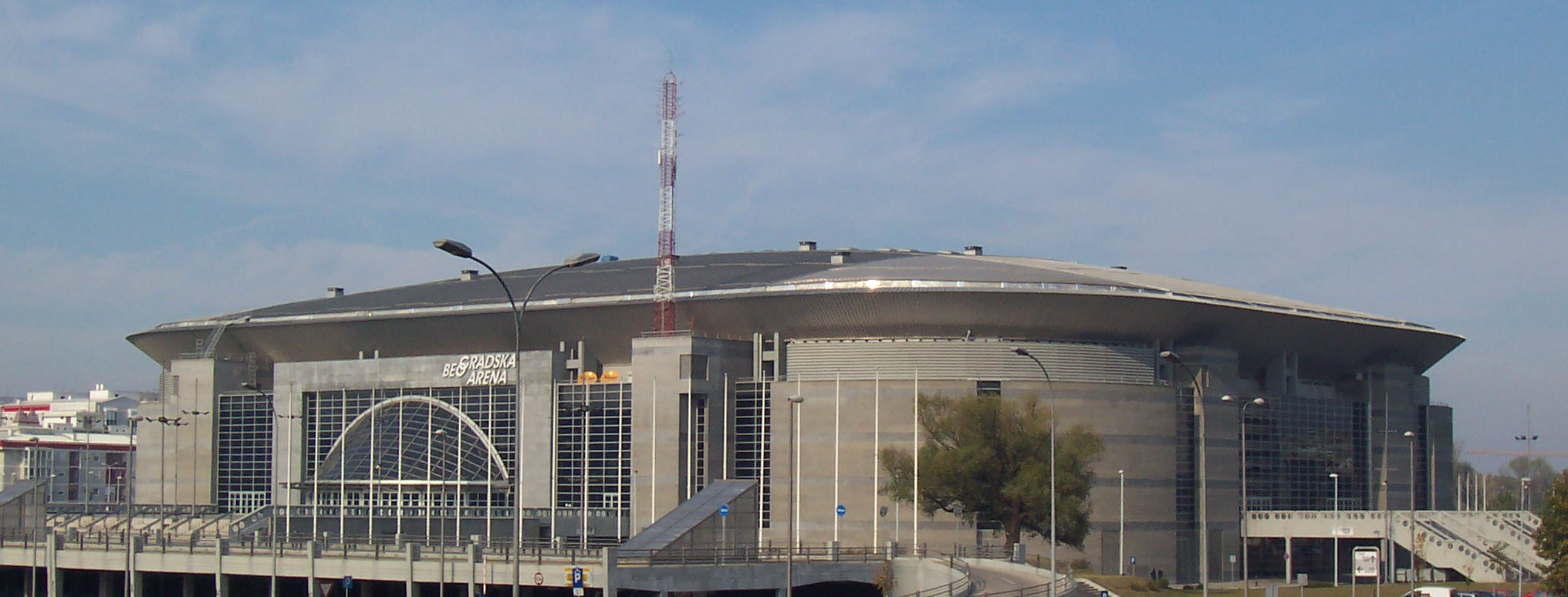
Widok na Štark Arena z południowego wschodu

W 2008 w kompleksie zorganizowano 53. edycję Konkursu Piosenki Eurowizji. Występowali tutaj również następujący artyści: 2Cellos, 50 Cent, Anastacia, Backstreet Boys, Beyoncé, Bob Dylan, Anastacia, Andrea Bocelli, Bryan Ferry, Montserrat Caballé, Nick Cave, The Chemical Brothers, José Carreras, Eric Clapton, (w duecie ze Steve’em Windwoodem), Joe Cocker, Leonard Cohen, Phil Collins, The Cult, Deep Purple, Elton John, Enrique Iglesias, Ennio Morricone, Faithless, Fatboy Slim, Peter Gabriel, Guano Apes, Gotan Project, Guns N’ Roses, Hurts, Il Divo, Iron Maiden, Jamiroquai, Jean-Michel Jarre, Jennifer Lopez, Tom Jones, Judas Priest, Julio Iglesias, Lenny Kravitz, Alicia Keys, Macy Gray, Mark Knopfler, Massive Attack, Muse, Nicole Scherzinger, Plácido Domingo, The Pussycat Dolls, Queen + Paul Rodgers, Eros Ramazzotti, Rammstein, Chris Rea, RBD, Rihanna, Sade, Santana, Shakira, Simple Minds, Slash, Slayer, Steve Vai, Sting, Toni Braxton, Tokio Hotel, Vanessa-Mae, Vaya Con Dios, Roger Waters, Whitesnake, Zaz, ZZ Top.